# Gian Carlo Grassi
Gian Carlo Grassi, né à Condoue (val de Suse, Italie) le 14 octobre 1946 et mort au Monte Bove (montagne des monts Sibyllins, en Italie) le 1er avril 1991, est un graphiste, alpiniste et un guide de haute montagne italien. Il est un des pionniers de l'escalade glaciaire dans les années 1980. Il a réalisé de nombreuses premières en escalade rocheuse, glaciaire et en mixte.

## Biographie
Le 14 octobre 1946, Gian Carlo Grassi, voit le jour à Condoue dans la maison de campagne de ses parents, originaires de Turin. 
Il fait ses études à l'école Paravia de Turin où il étudie le dessin graphique. Après avoir terminé ses études, il commence à travailler comme graphiste. 
Dès sa jeunesse, Gian Carlo Grassi se passionne pour la montagne dans le val de Suse et le val de Lanzo dans le Piémont. Il grimpe aussi les rochers erratiques dans le val de Suse. Il découvre l'alpinisme à l'École nationale d'alpinisme Giusto Gervasutti où il devient instructeur en 1968. Au début des années 1970, il adhère au mouvement de grimpeurs connus sous le nom de « Nuovo Mattino » (Nouveau matin) et est un des premiers Italiens à grimper dans la vallée du Yosémite célèbre pour ses « big walls » ou parois monolithiques de granite. Il adopte ce mode d'escalade et l'importe sur les parois granitiques des vallées du Piémont telles que la vallée de l'Orco, de Suse, de Lanzo où il ouvre de nombreux itinéraires. Il s'associe pour ce faire avec des alpinistes de haut niveau tels que as Renato Casarotto, Patrick Gabarrou, François Damilano, Gianni Comino, Marco Bernardi, Giampiero Motti et Ugo Manera. Il réussit également à gravir le Pilier Gervasutti au Mont Blanc du Tacul et l'Éperon Walker aux Grandes Jorasses. 
En 1972, il est atteint d'une forme grave de tuberculose, suivie d'un séjour de plusieurs mois dans un sanatorium.  À 25 ans, il quitte son métier de graphiste et exerce diverses occupations comme récoltant de raisin en France en automne et, en hiver, comme moniteur de ski. C'est en France qu'il rencontre sa future épouse, Nicole qui lui donnera deux filles. Le couple s'installe dans sa maison de Condoue après qu'il a obtenu son brevet de guide de haute montagne.
Il se fait surtout connaître à la fin des années 1970 en devenant en Europe un des pionniers de l'escalade sur cascade de glace dont il importe les techniques (en particulier celle du piolet-traction) en haute montagne. En compagnie de Gianni Comino, il signe une série de premières ascensions d'ampleur dans le massif du Mont-Blanc, dont les plus connues sont la Goulotte Comino-Grassi-Casarotto à la face nord de l’Aiguille Verte et l’Hypercouloir aux Grandes Jorasses. À l'été 1979, il n'hésite pas à gravir des séracs surplombants au col Maudit et à la Poire sur le versant Brenva du mont-Blanc. Ces ascensions ne sont pas sans risque en raison de l'instabilité de certaines structures glaciaires. Son ami, Gianni Comino, disparaît ainsi dès 1980, emporté par une chute de blocs de glace au sérac droit de la Poire.
Il a aussi grimpé au Canada, dans les Andes, en Patagonie et dans l'Himalaya. Il a ainsi réalisé des ascensions majeures telles que Supercanaleta sur le Fitz Roy en Patagonie en 1985, Polar Circus dans les Montagnes Rocheuses, Slipstream dans les Rocheuses canadiennes). 
Le 1er avril 1991, il décède emporté par la chute d'une corniche de neige à la descente du sommet du Monte Bove.
Il était membre du Club alpin italien et du Groupe de Haute Montagne (GHM).
Il est également auteur de différents ouvrages sur l'alpinisme.

## Hommage
Depuis 2011, le nouveau bivouac à 3 852 m sur l'arête du Pic Eccles dans le massif du Mont-Blanc a été renommé « Bivouac Giuseppe Lampugnani - Giancarlo Grassi » pour perpétuer sa mémoire.

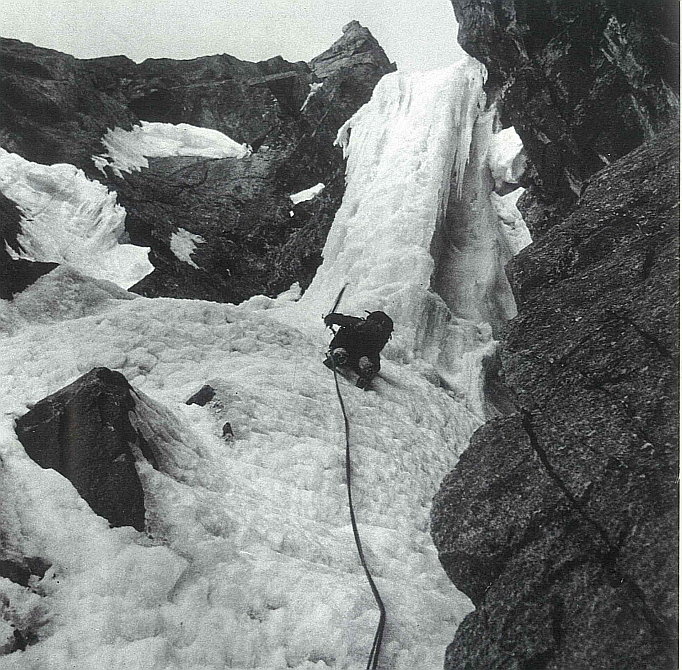
Dans l'Hyper Couloir aux Grandes Jorasses.

## Ascensions réalisées par Gian Carlo Grassi

### Alpinisme classique
- Voie Grassi-Re - Becco Meridionale della Tribolazione - 6 octobre 1968 - première avec Alberto Re, 250 m/VI+[4]
- Voie del Naso - Bec di Mea - janvier 1969 - Première avec Gian Piero Motti, 170 m, 5c/A1[5]
- Sole Nascente - Caporal - 18 avril 1973 - première avec Mike Kosterlitz et Gian Piero Motti
- Cannabis Rock - Sergent - 1973 - première avec Danilo Galante
- Goulotte Comino-Grassi-Casarotto - Aiguille Verte - 18 juillet 1978 - première avec Gianni Comino et Renato Casarotto, face nord, 1 000 m IV/4+[6]
- Ypercouloir Grassi-Comino - Grandes Jorasses - 20 août 1978 - première avec Gianni Comino, face sud[7]
- Voie du grand dièdre - Mont Maudit/épaule sud-ouest - 26-27 août 1978 - première avec Giovanni Groaz[8]
- Sérac du Col Maudit - Col Maudit - 4 juillet 1979 - première avec Gianni Comino, 350 m V/5-6[9]
- Serac à droite de la Poire - Mont Blanc - 11 août 1979 - première avec Gianni Comino[10]
- Goulotte Comino-Grassi - Col Maudit - 2 septembre 1979 - première avec Gianni Comino, 300 m III/4[11]
- Goulotte Grassi-Bernardi o Del Gran Diedro - Roccia Nera - 1980 - première avec Marco Bernardi, 500 m, V/5[12]
- Goulotte Grassi - Ailefroide Occidentale - 3 juillet 1980 - première avec Renzo Luzi et Franco Salino, face nord-ouest, 730 m/TD+[13].
- Cascade du Freney - Mont Blanc - 3 septembre 1980 - première avec Marco Bernardi et Renzo Luzi[14]
- Émeraude de droite - Ailefroide Orientale - 14 mars 1982 - première avec Carlo Stratta, 450 m/TD[15]
- Voie Grassi-Meneghin - Picco Gugliermina - 23 juillet 1982 - première avec Isidoro Meneghin, 650 m/VI-/TD+[16]
- Goulotte Grassi-Tessera - Monte Ferra - 16 mars 1983 - première avec Enrico Tessera, 350 m, IV/4[17]
- Voie Casarotto-Grassi - Pic Tyndall - 29 septembre 1983 - première avec Renato Casarotto, 1 300 m/ED[18].
- Filo di Arianna - Mont Maudit/épaule nord-est - 5 juillet 1984 - première avec A. Faré et C. Longhi[19]
- Voie Grassi-Meneghin - Col Maudit/Pilier à gauche des trois gendarmes - 19 août 1984 - première avec Isidoro Meneghin[20]
- Lacrima degli Angeli - Col Maudit - 5 février 1985 - première avec Carlo Stratta, 350 m III/5[11]
- Direttissima Gianni Comino Memorial Route o Phantom Direct - Grandes Jorasses - 19 juin 1985 - première avec Renzo Luzi et Mauro Rossi, 1 400 m, VI/6, la voie n'a pas été répétée pendant 25 ans jusqu'en 2010[21]
- Overcouloir - Mont Maudit - 13 octobre 1986 - première avec Nello Margaria et Angelo Siri, 700 m, IV/5[22]
- Goulotte Valeria - Petit Capucin - 26 juin 1987 - première avec Valeria Rudatis, 400 m III/4[23]
- Voie Grassi-Ghirardi-Barus - Mont Blanc - 13 septembre 1990 - première avec M.Ghirardi et F.Baraus, dernière voie ouverte par Gian Carlo Grassi sur le Mont Blanc[24]

### Cascade de glace/goulottes
- Balma Fiorant - Vallée de l'Orco - 1979 - première avec Gianni Comino, 160 m I/4[25]
- Cascata Pian dei Morti - 1981 - Val d'Ala - première avec E. Cavallo, III/4+, 5[26]
- Pomme d'Or - Québec, Canada - printemps 1984 - première avec Guido Ghigo et Renato Casarotto.
- Slipstream - Snow Dome, Alberta (Rocheuses canadiennes) - printemps 1984 - première avec Guido Ghigo et Renato Casarotto.
- Polar Circus - Montagnes Rocheuses - printemps 1984 - première avec Guido Ghigo et Renato Casarotto.
- Weeping Wall - Montagnes Rocheuses - printemps 1984 - première avec Guido Ghigo et Renato Casarotto.
- Nemesis - Montagnes Rocheuses - printemps 1984 - première avec Guido Ghigo et Renato Casarotto.
- Supercanaleta - Fitz Roy - 1985 - Patagonie - Mauro Rossi et Roberto Pe.
- Cold Couloir - 20 décembre 1985 - Val de Cogne - première avec Nello Margaria, 600 m IV/4+[27]
- Lillaz Gully - Val de Cogne - janvier 1986 - première avec Nello Margaria, 200 m II/4[28]
- L'altro volto del pianeta - Valle Argentera - 26 janvier 1986 - première avec Nello Margaria, II/5, première cascade de difficulté ED+ des Alpes Occidentales[29]
- Dies Irae - 1988 - Val Troncea - première avec Sergio Rossi et Piero Marchisio, 100 m V/6 ED+[30]
- Il Cero di Natale - Valle de Viù - 24 décembre 1988 - première avec Elio Bonfanti, Fulvio Conta et Angelo Siri, IV/5[31]
- Repentance Super - Val de Cogne - 2 mars 1989 - première avec François Damilano et Fulvio Conta, 220 III/5+[32],
- Un giorno di ordinaria Follia - Satanik Pencil - Valle de Viù - 1989 - première avec Sergio Rossi, II/5[33].